# هری پاتر و جام آتش (فیلم)
هری پاتر و جام آتش (به انگلیسی: Harry Potter and the Goblet of Fire) فیلمی فانتزی محصول سال ۲۰۰۵ بریتانیا/آمریکا و به کارگردانی مایک نیوول و نویسندگی استیو کلاوز است که بر اساس رمانی به همین نام نوشتهٔ جی.کی. رولینگ ساخته شده‌است. این چهارمین قسمت در مجموعه فیلم‌های هری پاتر محسوب می‌شد که دنبالهٔ هری پاتر و زندانی آزکابان و پیش از هری پاتر و محفل ققنوس است.

## داستان
داستان با روایتی از گذشتهٔ لرد ولدمورت شروع می‌شود و بعد داستانی دیگر که ولدمورت فرد غیر جادوگری را می‌کشد و در مورد کشتن هری پاتر صحبت می‌کند و بعد معلوم می‌شود که این روایت در واقع خوابی بوده که هری می‌دیده. هری به پدر خوانده خود یعنی سیریوس بلک نامه می‌نویسد و جریان را می‌گوید. بعد از آن با خانواده دوستش رون ویزلی به دیدن مسابقه فینال جام جهانی کوییدیچ می‌رود.
وقتی وارد مدرسه می‌شود می‌فهمد که مسابقات دوره‌ای سه جادوگر که بین سه مدرسه هاگوارتز، بوباتون و دارمسترانگ، انجام می‌شود، آن سال در هاگوارتز برگزار خواهد شد. شرکت در مسابقه شرط سنی هفده سال دارد و هری نمی‌تواند شرکت کند. هر کس قصد شرکت در مسابقه دارد، باید نام خود و مدرسه‌اش را روی کاغذی نوشته و داخل جام آتش بیندازد .
روز انتخاب شرکت کنندگان، جام آتش نام سه نفر را از سه مدرسه به بیرون پرت می‌کند و این نشانه این است که آن سه نفر برای مسابقه انتخاب شده‌اند، اما ناگهان نام هری نیز از جام بیرون می‌آید و همه با او دشمنی پیدا می‌کنند، حتی بهترین دوستش: رون.
هری مجبور به شرکت در مسابقه می‌شود و در مرحله اول با اژدها روبرو می‌شود، در مرحله دوم ضمن اینکه در دریا رفته و دوستش را از چنگ موجودات دریایی نجات می‌دهد خواهر یکی از شرکت کنندگان را نیز نجات می‌دهد و این باعث می‌شود که امتیازاتش بالا برود. مرحله سوم هزارتویی است که باید به مرکز آن رسید. هری موفق می‌شود به همراه شرکت‌کننده دیگر هاگوارتز، سدریک دیگوری، به جام برسند، اما وقتی آن دو جام را لمس می‌کنند به مکان دیگری منتقل شده و فرود می‌آیند.
در آنجا هری شاهد بازگشتن ولدمورت به بدن فیزیکیش است و سدریک نیز کشته می‌شود. هری و ولدمورت با هم دوئل می‌کنند و هری موفق به فرار می‌شود و به هاگوارتز بازمی‌گردد.
وقتی بازمی‌گردد و همه در فکر مرگ سدریک هستند، معلم درس دفاع در برابر جادوی سیاه او را به دفترش می‌برد و برایش می‌گوید که او معلم این درس یعنی مودی چشم باباغوری نیست، بلکه مرگ خواری است که خود را به شکل مودی درآورده، او نام هری را داخل جام آتش انداخته و او بوده که غیر مستقیم کمک می‌کرده تا هری در مسابقه سه جادوگر پیروز شود. اما قرار بوده که هری به دست ولدمورت کشته شود ولی هری موفق به فرار شده و به همین دلیل مودی قلابی قصد کشتنش را می‌کند. اما همان موقع دامبلدور به همراه اسنیپ می‌رسند و اسنیپ معجون راستی را به مودی قلابی می‌خوراند، و پس از سخنان او پی می‌برند که وی در واقع، بارتی کراوچ جونیور، پسر بارتی کراوچ است که یکی از مرگ خواران ولدمورت بوده و برای رساندن هری پاتر به ولدمورت این کار را کرده و در تمام این مدت،الستور مودی واقعی را داخل صندوقی جادویی و چند طبقه زندانی کرده است و چیزی که مدام می‌نوشیده، معجون تغییر شکل بوده است.
او به آزکابان فرستاده می‌شود و در پایان، دامبلدور طی مراسمی که در یادبود مرگ سدریک دیگوری برگزار شد، رسما بازگشت لرد ولدمورت را اعلام می‌کند و همگان را به آمادگی دعوت می‌نماید.